# 孫在学
孫 在学（ソン・ジェハク、朝鮮語: 손재학/孫在學、1901年12月28日 - 1989年3月29日）は、日本統治時代の朝鮮および大韓民国の教育者、ジャーナリスト、政治家。制憲韓国国会議員。

## 経歴
忠清南道洪城郡出身。漢文修学を経て、洪城公立普通学校、洪城公立簡易農業学校卒。京城ピアソン聖経学校中退（三・一運動への関与が問題視された）。私立大成学院学監、東亜日報洪城支局長、社会団体無空会常任執行委員長、新幹会洪城支部庶務部長、洪城青年会常任執行委員、洪城郡労働組合常任執行委員、月刊『人道社』創刊者・編集主幹、精米業者を歴任した後に営農。光復後は洪城郡建国準備委員会副委員長、国民党洪城郡支部中央執行委員、韓国独立党洪城郡党部監察委員・委員長、大韓独立促成国民会洪城郡支部委員長、韓国民族代表者大会洪城郡代議員などを務めた。1948年の初代総選挙で国会議員に当選した。